# Wtorki z Morriem
Wtorki z Morriem (Tuesdays with Morrie) –  oparta na faktach książka autorstwa amerykańskiego pisarza Mitcha Alboma. Wydana w 1997 roku szybko stała się światowym bestsellerem, przez 6 lat będąc w czołówce najlepiej sprzedających się amerykańskich pozycji. W 1999 roku książka doczekała się adaptacji filmowej (miniserial), która triumfowała w czterech kategoriach podczas rozdania nagród Emmy. 
To opowieść o ostatnich dniach życia profesora socjologii Brandeis University Morriego Schwartza i jego przyjaźni ze studentem z dawnych lat Mitchem Albomem. Książka relacjonuje wtorkowe spotkania nauczyciela z uczniem, odbywające się w domu cierpiącego na nieuleczalną chorobę (ALS) 78-letniego Morriego. Chronologicznie ułożone wykłady o życiu, których udziela Mitchowi staruszek przeplatają się ze wspomnieniami autora z dawnych lat.

## Lekcje
- Wtorek pierwszy: Rozmawiamy o świecie
- Wtorek drugi: Rozmawiamy o litowaniu się nad sobą
- Wtorek trzeci: Rozmawiamy o tym, czego człowiekowi żal
- Wtorek czwarty: Rozmawiamy o śmierci
- Wtorek piąty: Rozmawiamy o rodzinie
- Wtorek szósty: Rozmawiamy o uczuciach
- Wtorek siódmy: Rozmawiamy o tym, jak boimy się zestarzeć
- Wtorek ósmy: Rozmawiamy o pieniądzach
- Wtorek dziewiąty: Rozmawiamy o tym, jak miłość trwa
- Wtorek dziesiąty: Rozmawiamy o małżeństwie
- Wtorek jedenasty: Rozmawiamy o naszej kulturze
- Wtorek dwunasty: Rozmawiamy o wybaczaniu
- Wtorek trzynasty: Rozmawiamy o wymarzonym dniu
- Wtorek czternasty: Mówimy sobie do widzenia